# プチプラのあや
プチあやは、日本のブロガー、YouTuber、著者、インフルエンサー、ファッションブランドディレクター。

## 来歴
2015年5月頃より、建設会社の事務として働く傍ら、日本最大級のファッションコーディネートアプリである『WEAR』に、その名の通りGU、ユニクロ、しまむら等のプチプラファッションを中心としたコーディネートの投稿を始める。その後、Instagram、LINE BLOG、YouTube等のSNSにも投稿を始める。
なお、普段着はメゾンマルジェラ等のハイブランド。
2017年から自身がブランドディレクターを務めるファッションブランド『INKWELL（インクウェル）』を立ち上る。

## 書籍
- 『プチプラ365days オトナ女子の着まわしコーデ』宝島社。
- 『プチプラ服でも「おしゃれ!」と言われる人には秘密がある』扶桑社。

## TV出演
- スマステーション（テレビ朝日）
- Oha!4 NEWS LIVE（日本テレビ）
- ワールドビジネスサテライト（テレビ東京）
- ノンストップ!（フジテレビ）
- あさイチ（NHK）

## 雑誌掲載
- 『CanCam』小学館
- 『with』講談社
- 『美人百花』角川春樹事務所
- 『Soup.』ジェイインターナショナル
- 『日経ウーマン』日経BP